# سيد الصاوي

سيد الصاوي (ممثل)

سيد الصاوي (بالإنجليزية: Sayed El-Sawy) ممثل مصري (الاسم الأصلي: سيد محمد الصاوي) من مواليد الشرقية في 27 أغسطس عام 1947، وهو من أصول صعيدية، حاصل على بكالوريوس تجارة عام 1976 وعمل في هيئة المسرح ثم سافر للعمل باليونان وإيطاليا، وعاد لمصر ليعمل في الإذاعة، وظهر في مسلسلات عديدة منها «ليلة وشربات»، و«أوراق مصرية» و«رحلة المليون» مع محمد صبحى، وله عدد من المسرحيات منها «صعلوك يربح مليون» و«مولد سيدى الرعب».
امتد نشاطه الفني من عام 1968 وحتى 2021 كان حصيلة هذا المشوار 68 عملاً كان أهمها:
فيلم «لن اغفر أبدًا» للمخرج سيد طنطاوي عام 1981
فيلم «وكالة البلح» للمخرج حسام الدين مصطفى عام 1982
مسلسل «رحلة المليون» للمخرج أحمد بدر الدين عام 1984
فيلم «رجال بلا ثمن» للمخرج عبد الهادي طه عام 1993
مسلسل «محمود المصري» للمخرج مجدي أبو عميرة عام 2004 
- * 1981: بياضة

## أعماله

### مسلسلاته
- 2051: مولد وصاحبه غايب
- 2012: الإمام الغزالي
- 2011 :الدالي ج3
- 2010: أيام الحب والشقاوة
- 2010 :بيت الباشا
- 2008 :شرف فتح الباب
- 2007 :العقاب
- 2007 :القرار
- 2007 :ساعة عصاري
- 2007 : صرخة أنثى
- 2007 :عائلة مجنونة جداً
- 2007 : نادي القلوب الجريحة
- 2006 :السفينة
- 2006 : العزبة
- 2005 : الظاهر بيبرس
- 2005 : ينابيع العشق
- 2004 : أوراق مصرية ج3
- 2004 : محمود المصري
- 2003 : حكايات زوج معاصر
- 1999 :خلف الأبواب المغلقة
- 1998 : وادي فيران
- 1995: قوى من الطوفان
- 1995: الفرسان
- 1993: الأزواج الطيبين
- 1992 : سبعة وجوه للحقيقة
- 2990 : مخلوق اسمه المرأة
- 1989 : رحلة إلى الشمس
- 1988 : ثمار الشوك
- 1987 : الزنكلوني
- 1986 : الحب العظيم
- 1986 : اللاعب والدمية
- 1986 : المكتوب على الجبين
- 1985 : إبن عمار
- 1984 : أم اليتامى
- 1984 : رجل شريف جدًا
- 1984 : رحلة المليون
- 1984 : غابة من الأسمنت
- 1984 : غريب على الطريق
- 1983 : وعادت الأيام
- 1981 : الكعبة المشرفة
- 1981 : صورة عائلية
- 1981 : عم حمزة
- 1980 : الحلوة
- 1987 :اسألوا الأستاذ شحاتة

### الافلام
- 2021 : أعز الولد
- 2010 :دقي يا مزيكا
- 1996 : استاكوزا
- 1993 : رجال بلا ثمن
- 1989 : لست قاتلا
- 1988 : حظ من السماء
- 1983 : حادث النصف متر
- 1983 : عضة كلب
- 1983 : كيدهن عظيم
- 1982 :وكالة البلح
- 1981: بياضة
- 1986 : الداهية
- 1981 : لن أغفر أبدًا
- 1980 : الباطنية
- 1980 : الفقراء أولادي
- 1980 : شعبان تحت الصفر
- 1980: عمل إيه الحب في بابا.
- 1980 : لا تظلموا النساء
- 1987 : قاتل ما قتلش حد
- !1986: لا يا أمي

## وصلات خارجية
- سيد الصاوي على موقع IMDb (الإنجليزية)
- سيد الصاوي على موقع الدهليز
- سيد الصاوي على موقع قاعدة بيانات الأفلام العربية
- سيد الصاوي على الدهليز
- سيد الصاوي على كاروهات